# La Garde-Freinet
La Garde-Freinet är en kommun i departementet Var i regionen Provence-Alpes-Côte d'Azur i sydöstra Frankrike. Kommunen ligger i kantonen Grimaud som tillhör arrondissementet Draguignan. År 2022 hade La Garde-Freinet 1 848 invånare.

## Befolkningsutveckling
Antalet invånare i kommunen La Garde-Freinet
| Referens: INSEE |